# In Our Prime
In Our Prime (en hangul, 이상한 나라의 수학자; hanja: 異常한 나라의 數學者;  romanización revisada del coreano: Aeng-keo; lit. 'Matemático del país de las maravillas') es una película surcoreana dirigida por Park Dong-hoon y protagonizada por Choi Min-sik, Kim Dong-hwi, Park Byung-eun, Park Hae-joon y Jo Yun-seo. Se estrenó en Corea del Sur el 9 de marzo de 2022.

## Sinopsis
La película narra la historia de un genio matemático que escapa de Corea del Norte, oculta su identidad y trabaja como guardia de seguridad de una escuela secundaria, donde conoce a un estudiante que se ha dado por vencido con las matemáticas: su condición económica no le permite asistir a academias privadas (hagwon) o tener profesores particulares, como sus compañeros, por lo que no logra tener el mismo nivel que ellos.

## Reparto
- Choi Min-sik como Lee Hak-sung, un genio matemático que desertó de Corea del Norte y trabaja como guardia nocturno en la escuela secundaria privada Dong-hoon.[1][1]
- Kim Dong-hwi como Han Ji-woo, un estudiante en Dong-hoon al que le cuesta adaptarse a la escuela debido a su origen social.[1][1][4]
- Park Byung-eun como Kim Geun-ho, un profesor de matemáticas.[1]
- Park Hae-joon como An Gi-cheol, el jefe del cuartel general de apoyo a los desertores de Corea del Norte y el único amigo de Lee Hak-Sung.[1]
- Jo Yoon-seo como Park Bo-ram, la única amiga de Han Ji-woo.[1][1]
- Tang Jun-sang como Lee Tae-yeon, hijo de Lee Hak-sung.[5]
- Kim Won-hae como Park Pil-joo (aparición especial).
- Joo Jin-mo como el profesor Oh (aparición especial).
- Kim Hee-jung como la madre de Bo-ram.
- Kang Mal-geum como la madre de Han Ji-woo.[5]

## Producción
El debutante Kim Dong-hwi fue seleccionado en una audición en la que competía con otros 250 candidatos al papel. El director consideró también a algún actor conocido, pero creyó útil poder trasladar a la pantalla la tensión entre un actor principiante y una gran figura como Choi Min-sik.
In Our Prime terminó de filmarse en marzo de 2020, y originalmente estaba programada para estrenarse en noviembre de ese mismo año. Sin embargo, el estreno se retrasó debido a la pandemia de COVID-19.
Finalmente, la película se presentó en línea el 15 de febrero de 2022. En ella el director Park Dong-hoon declaró que «quería mostrar que las matemáticas no son rígidas y que hay tantas como podemos encontrar a nuestro alrededor». El día 22 del mismo mes se llevó a cabo una proyección previa y una conferencia de prensa para presentar la película en la Universidad Lotte Cinema Konkuk en Gwangjin-gu, Seúl, con la presencia del director y  los actores Choi Min-sik, Kim Dong-hwi, Park Hae-joon y Jo Yoon-seo.

## Recepción

### Estreno y taquilla
A pesar de todos los retrasos por causa de la pandemia de covid-19, el momento en que se estrenó al final, el 9 de marzo, coincidió con un pico de incidencia de aquella, por lo que, a pesar de ser la más taquillera en sus primeros días de proyección, al final de la primera semana solo había vendido 273 000 entradas.
Al 10 de septiembre de 2022, In Our Prime se había exhibido en 1357 salas para 534 250 espectadores, que dejaron una taquilla del equivalente a 3 647 931 dólares norteamericanos. Figuraba en la decimocuarta posición en la lista de películas surcoreanas más taquilleras del año.

### Recepción crítica
Para Choi Young-joo (NoCut News), el tema central de la película es el papel que desempeña el examen de admisión a la universidad en Corea del Sur. En la escuela secundaria, el objetivo principal es poder entrar en una universidad prestigiosa, y los estudios y recuirsos económicos se concentran en él. Si la familia no cuenta con esos recursos, para el estudiante «la escuela es inevitablemente un lugar donde se ve obligado a abandonar sus sueños y las matemáticas». En cierto sentido, los dos protagonisas comparten el hecho de ser de un modo u otro marginados: uno, desertor, y el otro, expulsado por un sistema educativo extremadamente competitivo. Concluye Choi que la película «al final no logra superar las limitaciones de las buenas historias de buenas personas y simplemente las sigue».
Son Hee-jung escribe que la película aborda el tema de las relaciones entre adultos y niños en la sociedad surcoreana, y subraya que los adultos han abdicado de su responsabilidad y están ausentes: «¿Por qué solo disfrutas del estado de un adulto y no puedes soportar el peso adecuadamente?».
Panos Kotzathanasis (HanCinema) escribe que, aunque la historia es un tanto cliché, es un comentario social bastante interesante sobre «el duro entorno de la educación de élite en Corea». Aparte de ello aparece el asunto de las relaciones entre las dos Coreas, donde intenta un equilibrio problemático pero bien resuelto. A todo ello añade elementos que pueden complacer a grandes audiencias:  «el ascenso del desvalido, el deus ex machina que salva el día en el último momento, el villano que es castigado, un poco de melodrama, un poco de romanticismo adolescente y un poco de humor concluyen la receta». Para el crítico, el peso de la película recae sobre todo en Choi Min-sik, aunque elogia también al resto de protagonistas. Y concluye: «In Our Prime es un poco ingenua y un cliché en ocasiones, pero al final, emerge como una película muy entretenida que agrada al público, particularmente porque es bastante fácil de ver».

## Premios y nominaciones
| Año  | Premio              | Categoría                     | Candidato      | Resultado | Ref.          |
| ---- | ------------------- | ----------------------------- | -------------- | --------- | ------------- |
| 2022 | Baeksang Arts       | Mejor director                | Park Dong-hoon | Nominada  | [ 14 ]        |
| 2022 | Baeksang Arts       | Mejor actor                   | Choi Min-sik   | Nominada  | [ 14 ]        |
| 2022 | Baeksang Arts       | Mejor actor revelación        | Kim Dong-hwi   | Nominada  | [ 14 ]        |
| 2022 | Baeksang Arts       | Mejor guion                   | Lee Yong-jae   | Nominada  | [ 14 ]        |
| 2022 | Chunsa Film Art     | Mejor actor revelación        | Kim Dong-hwi   | Ganador   | [ 15 ]        |
| 2022 | Buil Film           | Mejor actor revelación        | Kim Dong-hwi   | Nominado  | [ 16 ]        |
| 2022 | Busan Film Critics  | Mejor actor revelación        | Kim Dong-hwi   | Ganador   | [ 17 ]        |
| 2022 | 58.º Grand Bell     | Mejor actor revelación        | Kim Dong-hwi   | Nominado  | [ 18 ]        |
| 2022 | 58.º Grand Bell     | Mejor actriz revelación       | Jo Yoon-seo    | Nominada  | [ 19 ]        |
| 2022 | 58.º Grand Bell     | Premio Nueva Ola              | Jo Yoon-seo    | Ganadora  | [ 20 ]        |
| 2022 | Blue Dragon Film    | Mejor actor revelación        | Kim Dong-hwi   | Ganador   | [ 21 ] [ 22 ] |
| 2023 | 21.º Director's Cut | Mejor actor revelación (cine) | Kim Dong-hwi   | Nominado  | [ 23 ]        |